# Консидии
Консидиите (на латински: gens Considia) са фамилия от Древен Рим.
Известни от фамилията:
- Гай Консидий Лонг, управител на Африка 52-49 пр.н.е.
  - Гай Консидий Пет, пленен в Хадрументум и след битката при Тапс помилван от Цезар
- Марк Консидий Нониан, управител на Цизалпийска Галия 49 пр.н.е.
- Консидия, съпруга на Сервилий Нониан, историк, оратор, консул 35 г.
- Сервилия Консидия, дъщеря на горните, съпруга на Квинт Марций Барей Соран (суфектконсул 52 г.)
- Консидия, дъщеря на Марк Сервилий, близка на гръцкия физик Дамократ, 1 век. [1]